# البيرق
البيرق (باللغة العربية البيرق تعني العَلَم) (بالإنجليزية: Al Bayrak)‏ هي صحيفة عربية تصدر في لبنان ومقرها في بيروت، وقد كانت واحدة من أقدم الصحف العربية في البلاد والأكثرهم ريادة بعد نشرها لمدة قرن، ولكن أغلقت الصحيفة في عام 2011.

## التاريخ
تأسست البيرق في عام 1911 ونشرتها دار الف ليلة وليلة للنشر، وتملك دار النشر عددًا من المنشورات اليومية والأسبوعية في لبنان وأوروبا.
وفي التسعينيات كان ملحم كرم (توفي عام 2010) هو المحرر وسعيد نصر الدين رئيس تحرير الصحيفة، ثم أصبح كرم-الذي كان أيضا رئيس نقابة الصحفيين اللبنانيين- رئيس التحرير، وفد تم تفكيك الصحيفة اليومية في عام 2011 بسبب مشاكل مالية.

## التأثير والتوجه السياسي
في عام 2009 صنًف IREX -وهو مجلس أبحاث دولي- الصحيفة كواحدة من أهم 11 صحيفة منشورة في لبنان، وفي المرحلة الأولى من الحرب الأهلية اللبنانية عام 1975 كان لديها موقف موالٍ للحكومة، وفي أوائل الثمانينيات وصفت وسائل الإعلام الغربية الصحيفة اليومية بأنها صحيفة متحفظة، وكانت واحدة من الصحف التي دعت إلى تحالف 14 آذار في عام 2009.

## المحتوى
في عام 1999 نشرت البيرق مقابلة مع روبرت حاتم الذي نشر كتابًا بعنوان «من إسرائيل إلى دمشق» كتاب محظور في لبنان، وبسبب نشر المقابلة قامت محكمة الاستئناف في بيروت بمحاكمة ملحم كرم المحرر وسعيد نصر الدين رئيس التحرير، وفي أعقاب اغتيال الصحفي والمشرع اللبناني جبران تويني في ديسمبر 2005 كان عنوان الصحيفة اليومية «كفى....».

## الحظر والهجمات
تم حظر الصحيفة من قبل ميشال عون رئيس الوزراء المؤقت وقائد الجيش في 19 يناير 1990 بسبب صدامها مع سياسات عون، وفي أعقاب الحظر تم اختطاف جورج الحاج وهو مراسل كان يعمل في الصحيفة اليومية في بيروت وأُطلق سراحه بعد ثماني ساعات، وكان عون هو المتهم بالاختطاف.